# Jenison de Jesus Brito e Brito
Jenison de Jesus Brito e Brito (Diadema, 22 marzo 1991) è un calciatore brasiliano, attaccante del Noroeste.

## Carriera
Esordisce tra i professionisti con la maglia del Paysandu, prima di passare all'Athl. Paranaense con cui esordisce nel Brasileirão. Dopo una breve parentesi statunitense, nel 2014, con la maglia dei Ft. Lauderdale Strikers, torna in patria. Gioca due stagioni di Série B, tra il 2019 e il 2020, con le maglie di Paraná e Cuiabá. Con quest'ultima ottiene la promozione nella massima serie brasiliana.

## Palmarès

### Competizioni statali
- Campionato Paraense: 1

Paysandu: 2010
- Campionato Mato-Grossense: 1

Cuiabá: 2018